# Kargów
Kargów est une localité polonaise de la gmina de Tuczępy, située dans le powiat de Busko en voïvodie de Sainte-Croix.